# Selvovum selvense
Selvovum selvense (Vidal, 1917), el "caragol ou de Selva de Selva", és una espècie de caragol terrestre extingida i endèmica de l'Eocè de Mallorca (Illes Balears, Mediterrània occidental). Tots els exemplars fòssils coneguts d'aquesta espècie provenen de les mines de carbó de la zona de Selva; per tant, estratigràficament pertanyen al Membre Binissalem de la Formació Peguera (Bartonià-Priabonià). L'holotip es troba actualment al Museu de Geologia de Barcelona, amb el número de col·lecció MGB 2857.
Es tracta d'una espècie de mida grossa (fins a 82 mm d'altura) i closca amb forma ovoide. La protoconquilla és subesfèrica, llisa i relativament grossa (3 mm). La teleoconquilla comença sense ornamentació, per tot seguit adquirir una costulació densa i ortoclinal-convexa. Progressivament, aquestes costelles van tornant manco marcades fins que, a la darrera volta, la superfície és quasi llisa.
Selvovum selvense va viure en boscs densos a la vorera de grans llacs, en un context general de clima tropical, càlid i humit. S'ha proposat que pertanyi a l'enigmàtica família dels vidalièl·lids, coneguda principalment pels gèneres Vidaliella i Romanella, i que possiblement estigui emparentada amb els actuals ortalicoïdeus de l'Amèrica tropical.